# De heidezangers
De heidezangers is een single van André van Duin.
De A-kant De heidezangers (eigenlijk behangers) is een komische Nederlandstalige cover van (Oh Baby Mine) I Get So Lonely, geschreven door Pat Ballard, uit 1953. The Four Knights brachten het in datzelfde jaar naar de hitparades toe. André van Duin schreef er zelf een Nederlandse tekst bij. Van Duin zong het in een piano-, gitaar- en contrabasopstelling, waarbij de zinsnede "Ik ssspeel de basss" (later "Ik reed de busss") (origineel "Oh baby mine") enige bekendheid kreeg. Het betreft een sketch-song in geforceerd rijm van quasi een gezelschap van drie zingende muzikanten, wier stemmen echter alle drie door van Van Duin op bandopnamen waren gezongen.
De B-kant De konsnert zangeres was eveneens een bewerking. Dit maal zingt Van Duin als sopraan You'll Never Walk Alone van Richard Rodgers en Oscar Hammerstein. Hij voegde er een commentaarstem bij. Het originele lied werd internationaal bekend door Gerry & The Pacemakers, in Nederland vooral door Lee Towers.
Bert Schouten was bij Van Duin terug als muziekproducent. De arrangementen werden verzorgd door Harry van Hoof.

## Hitnotering
Het duo Tauchen-Prokopetz (al dan niet met DÖF als toevoeging) hield in Nederland Van Duin van de 1e plaats af met het lied Codo ... düse im Sauseschritt.

### Nederlandse Top 40
| Positie: | 25 | 5 | 2 | 2 | 3 | 9 | 22 | 38 | uit |

### NederlandseNationale Hitparade
| Positie: | 8 | 2 | 2 | 3 | 4 | 14 | 23 | 43 | uit |

### BelgischeBRT Top 30
| Positie: | 26 | uit |

### VlaamseUltratop 50
| Positie: | 34 | 29 | 21 | 25 | uit |